# Hypolimnas auge
Hypolimnas auge är en fjärilsart som beskrevs av Pieter Cramer 1779. Hypolimnas auge ingår i släktet Hypolimnas och familjen praktfjärilar. Inga underarter finns listade i Catalogue of Life.